# Solanum douglasii
Solanum douglasii es una especie de planta fanerógama perteneciente a la familia de las solanáceas.

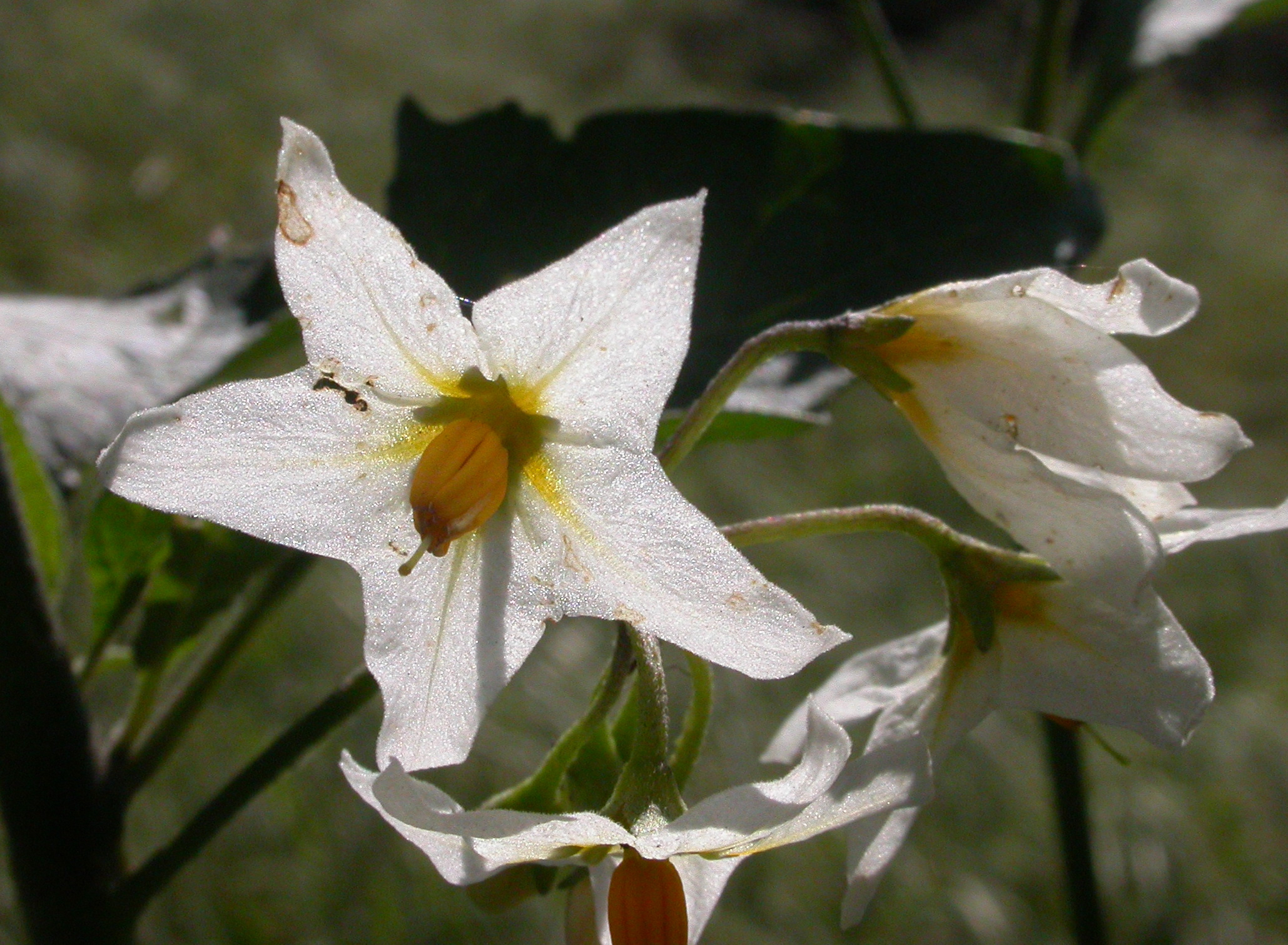
Flores

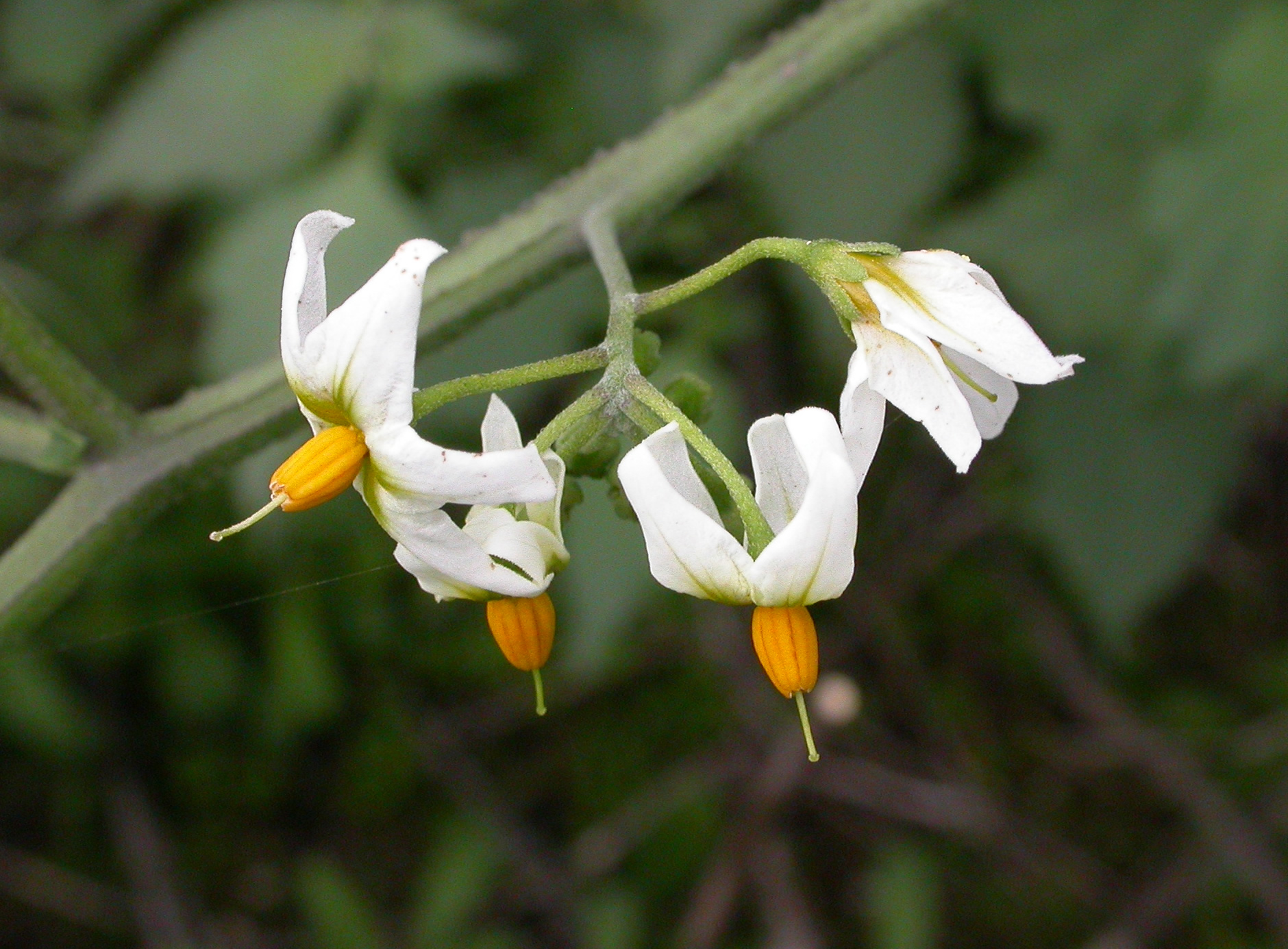
Inflorescencia

## Distribución y hábitat
Es originaria de la mitad norte de México y el suroeste de centro-sur de Estados Unidos. Su hábitat incluye matorrales y bosques.

## Descripción
Es una hierba perenne o subarbusto que alcanza un tamaño de dos metros de altura máxima. El tallo está recubierto de pelos cortos y blancos. Las hojas pueden ser de hasta 9 centímetros de largo y tienen bordes lisos o dentados. La inflorescencia es una umbela matriz con flores con corolas blancas en forma de estrella de hasta un centímetro de ancho. En general, existen manchas verdes en las bases de los lóbulos de la corola.  Las flores pueden ser vistos en flor durante gran parte del año. 
El fruto es una baya esférica de hasta un centímetro de ancho.

## Usos
Los nativos americanos usaban el jugo de las bayas medicinalmente y los Luiseños la utilizaban como tinte para sus tatuaje.

## Taxonomía
Solanum douglasii fue descrita por Michel Félix Dunal y publicado en Prodromus Systematis Naturalis Regni Vegetabilis 13(1): 48. 1852.
Etimología
Solanum: nombre genérico que deriva del vocablo Latíno equivalente al Griego στρνχνος (strychnos) para designar el Solanum nigrum (la "Hierba mora") —y probablemente otras especies del género, incluida la berenjena —, ya empleado por Plinio el Viejo en su Historia naturalis (21, 177 y 27, 132) y, antes, por Aulus Cornelius Celsus en De Re Medica (II, 33). Podría ser relacionado con el Latín sol. -is, "el sol", debido a que la planta sería propia de sitios algo soleados.
douglasii: epíteto
Sinonimia
- Solanum arizonicum Parish	[7]